# 1801年逝世人物列表
下面是1801年逝世的知名人士列表。
1801年逝世人物列表：1月 - 2月 - 3月 - 4月 - 5月 - 6月 - 7月 - 8月 - 9月 - 10月 - 11月 - 12月

## 1月

### 1日
- 丹尼爾·馮·費倫伯格，瑞士政治家和律師

### 2日
- 約阿希姆·克裡斯托夫·布拉克，德國福音派路德宗神職人員和漢堡聖尼古拉主教堂牧師
- 約翰·卡斯帕·拉瓦特，瑞士牧師、哲學家和作家

### 4日
- 弗洛裡安·阿曼德·亞諾夫斯基，塔爾努夫主教
- 路易絲·夏洛特，梅克倫堡公爵夫人，薩克森-哥達-阿爾滕堡世襲公爵夫人

### 6日
- 卡爾·阿爾伯特·諾沃克，德國福音派路德教神職人員和大教堂教務長

### 8日
- 約翰·勞滕施特勞赫，奧地利諷刺作家
- 約翰·威廉·馮·雷登，選舉不倫瑞克-呂訥堡陸軍元帥

### 9日
- 卡爾·克裡斯托夫·馮·霍夫曼，普魯士樞密院議員兼哈勒大學校長

### 10日
- 約翰·恩斯特·迪翠希·馮·奧森，普魯士少將

### 11日
- 多梅尼科·西馬羅薩，義大利古典音樂作曲家
- 詹姆斯·鐘斯，美國政治家
- 夏尔·欧仁·加布里埃尔·德·拉·克鲁瓦，法國元帥

### 13日
- 克利斯蒂安·路德維希·格林，德國路德宗神學家，漢堡主任牧師

### 14日
- 安東·埃斯特納，德國天主教神職人員和礦物學家
- 乔治·伦纳德·斯当东，英國外交官、旅行家和醫生

### 15日
- 路易士·巴斯圖爾，法國步兵將軍

### 17日
- 查理斯·法蘭索瓦·弗雷羅·德·阿班庫爾，法國軍事和工程地理學家
- 約翰·魯道夫·奧西安德，德國新教神學家

### 20日
- 亞歷山大·科爾平，德國-丹麥（荷斯坦）費爾德舍爾和外科醫生，哥本哈根教授

### 21日
- 弗裡德里希·威廉·馮·阿尼姆-博伊岑堡，普魯士政治家

### 24日
- 阿爾貝里希·斯汀格爾，奧地利西多會僧侶和住持

### 30日
- 朱塞佩·塞拉基（Giuseppe Ceracchi），義大利雕塑家
- 卡爾·路德維希·馮·特羅施克，普魯士中將，第50步兵團團長

## 2月

### 2日
- 約翰·威廉·利奧波德·馮·博克，普魯士少校，第3擲彈兵營營長

### 5日
- 小約瑟夫·麥克道爾，美國政治家

### 6日
- 約翰·弗里德里希·倫佩，德國數學家，弗萊貝格大學數學和物理學教授

### 7日
- 丹尼爾·喬多維茨基，德國雕刻家、平面藝術家和插畫家

### 9日
- 弗里德里希·康拉德·霍內曼，非洲探險家
- 卡爾·卡斯帕·科林，楚格州州長、州長、Landvogt 和Ammann
- 奧古斯特·約瑟夫·瑪麗亞·馮·舍斯伯格，貴族
- 所羅門·君士坦丁·提丟斯，德國醫生

### 11日
- 威廉·哈欽森，英國水手、發明家和作家

### 12日
- 讓·達塞，國化學家

### 13日
- 羅伯特·馬瑟比，東普魯士的英國商人，伊曼紐爾·康得的朋友

### 17日
- 普魯士的菲律賓·夏洛特，不倫瑞克-沃爾芬比特爾公爵夫人

### 18日
- 約翰·弗里德里希·格魯特，德國畫家和動物畫家

### 19日
- 喬治·維爾納·奧古斯特·迪翠希·馮·明斯特，Reichsgraf von Meinhövel， Freiherr von Oer und Schade，國王布呂克的在位領主

### 20日
- 梅爾基奧爾·西爾維烏斯·馮·科申巴赫，普魯士中將，步兵團團長“馮·科舍姆巴赫”

### 23日
- 艾蒂安·達納爾（Étienne d'Arnal），法國工程師和輪船發明家
- 讓-亨利·沃蘭德，法國大革命期間的政治家

### 24日
- 弗朗茨·馬丁·佩爾澤爾，波希米亞歷史學家和斯拉夫學者

### 28日
- 卡爾·威廉·穆勒，萊比錫市長
- 約瑟夫·安東·施泰納，德國天主教神學家
- 弗里德里希·威廉·馮·烏特瑙，普魯士少將，第10驃騎兵團團長

### 日期不詳
- 戈特弗里德·喬治，德國市政律師，波美拉尼亞州斯塔加德市長

## 3月

### 6日
- 卡爾·費迪南德·馮·奧吉斯-魯滕貝格，Kurzeme總理兼高級議員

### 7日
- 喬治·海因里希·馬切萊德，圖林根製造商

### 9日
- 約翰·克利斯蒂安·戈特利布·阿克曼，德國醫生
- 弗里德里希·卡爾·埃米爾·馮·德·呂赫，德國詩人、律師和植物學家、丹麥侍從和法警以及下奧地利帝國政府委員

### 12日
- 阿爾文斯萊本的格布哈德二十八世，德國政治家和地主

### 13日
- 烏爾里希·卡爾·馮·弗羅賴希，普魯士少將兼萊布庫拉西耶軍團團長
- Étienne Maynon d'Invault，法國律師

### 14日
- 瑪格麗塔·斯凱勒·范·倫斯勒，美國社交名媛，安吉莉卡·斯凱勒·丘奇的妹妹
- 伊格納西·克拉西基，波蘭神職人員和作家
- 克利斯蒂安·弗里德里希·彭澤爾，德國歌唱家和作曲家

### 16日
- 亞歷山德拉·巴甫洛夫娜女大公，羅曼諾夫-荷爾斯泰因-戈托普家族成員

### 19日
- 第一代奧索爾諾侯爵安布羅西奧·奧希金斯，西班牙秘魯總督兼智利總督，贝尔纳多·奥希金斯之父

### 21日
- 霍夫塞普·阿古蒂安，亞美尼亞-俄羅斯大主教和亞美尼亞使徒教會的天主教徒
- 弗朗索瓦·拉努斯（FrançoisLanusse），法國師長
- 諾埃爾·勒米爾，法國雕刻師
- 安德里亞·盧切西，義大利管風琴家和作曲家

### 23日
- 保罗一世，俄罗斯沙皇，被殺害。

### 25日
- 诺瓦利斯，德國詩人、作家、哲學家
- 查理斯·斯圖爾特，英國將軍和政治家

### 26日
- 萊文·弗里德里希·馮·德·舒倫堡，選舉撒克遜樞密院議員和世襲、封建和宮廷領主，負責城堡離婚和教堂離婚以及 Kleinliebenau

### 27日
- 約翰·邁克爾·菲舍爾，德國雕塑家

### 28日
- 拉爾夫·亞伯克羅姆比，英國將軍

## 4月

### 1日
- 格布哈德·弗裡德里希·戈特洛布·馮·英格斯萊本，普魯士少將和第6擲彈兵衛隊營的最後一任營長

### 2日
- 小湯瑪斯·達德福德，英國工程師
- 克利斯蒂安·威利巴爾德·馮·戈達克，撒克遜少將
- 愛德華·里歐，英國皇家海軍軍官

### 4日
- 馬丁·戈特利布·克勞爾，德國雕塑家

### 6日
- 約翰·福爾迪，匈牙利醫生、語言學家和生物學家

### 7日
- 諾埃爾·弗朗索瓦·德·瓦伊，法國詞典編纂家
- 歐內斯特·科奎伯特·德·蒙佈雷特，法國植物學家
- 穆拉德·貝·穆罕默德，埃及馬穆魯克王朝的貝伊

### 9日
- 約翰·約瑟夫·舒貝爾三世，法蘭克畫家、宮廷畫家和男僕
- 保羅·魏德曼，奧地利作家

### 10日
- 喬瓦尼·巴蒂斯塔·因諾琴佐·可倫坡，瑞士建築師、教堂畫家和舞台設計師
- 西奧多·林克，德國新教神學家

### 13日
- 安托萬·德·里瓦羅爾，法國作家

### 14日
- 易卜拉欣·汗·卡蘭塔爾，波斯大維齊爾

### 17日
- 約翰·克萊奇，德國神職人員，新薩爾扎的新教牧師

### 18日
- 約翰·雅各·希爾，德國工程師

### 21日
- 卡爾·威廉·本諾·馮·海尼茨，撒克遜礦業隊長和弗萊貝格礦業學院館長
- 約翰·邁克爾·瓦格納，德國管風琴製造商

### 26日
- 卡爾·海因里希·海登賴希，德國作家和哲學家
- 約翰·欣里希·溫特，德國鋼琴製造商

## 5月

### 3日
- 賽勒斯·特拉波，英國陸軍上將

### 5日
- 喬治·弗里德里希·克裡斯托夫·馮·巴德勒本，普魯士皇家中將，第8龍騎兵團團長
- 路德維希·恩斯特·馮·本肯多夫，撒克遜騎兵將軍

### 6日
- 約翰·恩斯特·希克勒（Johann Ernst Schickler），普魯士的商人、企業家和銀行家
- 弗朗茨·特羅格勞爾，巴伐利亞北部的強盜船長和偷獵者

### 7日
- 弗朗茨·卡爾·馮·克雷塞爾·馮·瓜爾滕貝格，波希米亞公務員

### 14日
- 約翰·恩斯特·阿爾滕堡，德國作曲家和管風琴家

### 15日
- 盧多維科·路易吉·卡洛·瑪麗亞·迪·巴爾比亞諾·貝爾焦霍索，義大利哈布斯堡王朝行政長官和外交官
- 海因里希·沃爾夫，德國新教神學家

### 17日
- 威廉·赫伯登，英國醫生

### 22日
- 菲力浦·路德維希·齊格蒙德·布頓·德·格蘭奇，普魯士皇家少將，徒步步兵團團長
- 海因里希·戈特弗里德·賴查德，德語教師、語言學家、歌唱家和作曲家

### 23日
- 約翰·海因里希·馮·卡默，普魯士大法官和司法改革家

### 24日
- 尼古拉·瓦西裡耶維奇·列普寧，俄羅斯陸軍元帥和外交官
- 阿道夫·卡爾·亞歷山大·洛塔爾·馮·澤門，選舉撒克遜樞密院議員

### 25日
- 斐迪南德·金德曼·馮·舒爾斯坦，萊特梅裡茨主教
- 尼古拉·雅各·威爾斯，丹麥作家

### 27日
- 黑森-羅滕堡的海德薇，Landgrave Princess（蘭德格雷夫公主）

### 30日
- 約翰·米勒，蘇格蘭哲學家和歷史學家

## 6月

### 1日
- 弗朗茨·約瑟夫·馮·聞布朗-斯圖帕赫，克恩頓州候任總督和西加利西亞候任總督

### 4日
- 弗雷德里克·穆倫伯格，美國政治家；第一任眾議院議長
- 約瑟夫·帕特拉特，法國編劇和演員

### 5日
- 約翰·克利斯蒂安·克爾斯滕斯，德國化學家、物理學家、博物學家、煉金術士和醫生

### 6日
- 約翰·基特拉，美國政治家

### 12日
- 大衛·克拉帕雷德，瑞士新教神職人員和大學講師

### 14日
- 班尼狄·阿諾，軍官
- 雅各·阿爾佈雷希特·馮·比爾哈恩，普魯士少將，胸甲騎兵第4團團長
- 喬治·弗里德里希·維爾滕，俄德建築師；俄羅斯女皇葉卡捷琳娜大帝的宮廷建築師
- 卡爾·馮·齊柏林，符騰堡州國務部長兼樞密院議員

### 15日
- 約翰·西吉斯蒙德·弗里德里希·馮·赫文胡勒-梅奇，帝國外交官

### 18日
- 威利·鐘斯，美國政治家

### 24日
- 戈特爾夫·弗里德里希·奧斯菲爾德，德國牧師和編年史家

### 28日
- 馬丁·約翰·施密特，洛可哥時期的奧地利畫家

### 30日
- 卡特琳娜·卡瓦列里，奧地利歌劇演唱家、女高音歌唱家

## 7月

### 1日
- 奧斯瓦爾德·諾依曼，南波希米亞霍恩弗斯修道院院長

### 3日
- 約翰·內波穆克·溫特，波西米亞雙簧管演奏家和作曲家

### 4日
- 小倫德·維爾萬特，荷蘭建築師
- 約翰內斯·霍茨，瑞士鄉村醫生

### 8日
- 克利斯蒂安·海因里希·赫克特，撒克遜福音派路德教牧師和編年史家

### 11日
- 詹姆斯·布萊斯，美國政治家

### 17日
- Thérèse Levasseur，讓-雅克·盧梭（Jean-Jacques Rousseau）的同伴

### 26日
- 喬治·海因里希·博羅夫斯基，德國博物學家
- 马克西米利安·弗朗茨，奧地利大公、明斯特主教和科隆大主教

### 29日
- 奧古斯特·威廉·歐內斯蒂，德國古典語言學家

### 30日
- 詹姆斯·岡恩，美國政治家

## 8月

### 3日
- 尼古拉斯·迪爾林，德國造船廠

### 5日
- 阿納斯塔修斯·路德維希·門肯，普魯士行政改革家

### 6日
- 第一代羅斯莫爾男爵羅伯特·康寧漢姆，英國陸軍軍官和政治家，下議院議員

### 9日
- 費德勒·蒂裡托，義大利畫家

### 11日
- 費利克斯·瑪麗亞·薩馬涅戈，西班牙寓言詩人

### 12日
- 喬治·弗里德里希·霍爾茨豪爾（Georg Friedrich Holtzhauer），德國律師

### 13日
- 喬治·戈登，第三代亞伯丁伯爵

### 16日
- 拉爾夫·厄爾，美國畫家
- 洛倫茲·約翰·丹尼爾·蘇科，德國博物學家，耶拿大學物理和數學教授

### 18日
- 約翰·迪翠希·梅爾曼，德國法律學者，基爾大學教授
- 彼得·奧布萊登，德國神職人員、作家和翻譯家

### 22日
- 彼得·傑拉爾杜斯·范·奧弗拉滕，荷屬東印度群島最後一任總督

### 25日
- 胡安·伊巴戈伊蒂亞，西班牙海軍軍官

### 30日
- 彼得·莫爾納，奧地利建築商

### 31日
- 尼古拉·薩拉，義大利歌劇作曲家

## 9月

### 6日
- 塞拉斯·康迪克特，美國政治家

### 7日
- 夏洛特·阿瑪莉埃，薩克森-邁寧根公爵夫人
- 马修·洛克，美國政治家
- 安托萬·德·薩廷，法國員警部長

### 9日
- 克裡斯托夫·馮·施密特-菲塞爾德克，德國法學家、檔案管理員和俄羅斯著作的作者
- 羅伯特·耶茨，美國律師和政治家

### 10日
- 約翰·雅各·伍爾芬，埃爾伯費爾德市長

### 11日
- 丹尼爾·斯普倫利，瑞士鳥類學家

### 13日
- 亞歷山大·弗裡德里希·克裡斯托夫·馮·德·舒倫堡，帝國上校

### 14日
- 卡尔-弗里德里希·冯·朗根，普魯士少將，第17步兵團團長

### 17日
- 大衛·傑克遜，美國政治家
- 克裡斯托弗·賽克斯，英國政治家

### 18日
- 弗里德里希·塞魯利，華沙和利沃夫的福音派路德教傳教士
- 洛倫茲·約翰·雅各·朗，德國路德宗神學家、詩人、高中教授和圖書管理員

### 19日
- 約翰·戈特弗裡德·科勒，德國天文學家

### 21日
- 約翰·阿爾伯特·迪尼斯，德國政治家，施特拉爾松德市長（1778年-1801年）

### 23日
- György Pray，匈牙利歷史學家

### 24日
- 奧托·利奧波德·埃倫賴希·馮·格洛登，普魯士少將

### 27日
- 弗裡德里希·奧古斯特·湯瑪斯·馮·海曼，法國和普魯士少將

## 10月

### 3日
- 塞居尔侯爵，法國元帥
- 約翰·格奧爾格·昂魯厄，德國教堂畫家

### 8日
- 克利斯蒂安·威廉·布特納，德國博物學家
- 菲力浦-亨利·德·塞古爾，法國將軍和政治家（1780–1787）戰爭部長；自1783年起 法國元帥

### 10日
- 卡爾·威廉·恩斯特·海姆巴赫，德國路德宗神學家和教育家

### 13日
- 理查·普爾特尼，英國醫生和植物學家
- 約翰·內波穆克·范·雷庫姆，企業家、公司創始人、瓷器和陶器生產商

### 19日
- 沃爾夫岡·艾格納，巴伐利亞本篤會修道士和學者
- 奧古斯特·弗裡德里希·克蘭茲，德國作家

### 21日
- 約翰·斯塔普弗，瑞士新教神職人員和大學講師

### 23日
- 約翰·戈特利布·瑙曼，德國古典作曲家

### 24日
- 卡爾·阿爾佈雷希特·馮·弗里辛，瑞士政治家，赫爾維第共和國執行委員會成員

### 25日
- 約瑟夫·圖什穆林，洛可哥時期的法國小提琴家和作曲家

### 31日
- 約翰·尤斯圖斯·漢森，德國管風琴製造商

## 11月

### 4日
- 卡爾·馮·格羅特豪斯，德國軍官、軍事理論家和冒險家
- 威廉·希彭，美國政治家

### 5日
- 伊萬·拉扎列維奇·拉扎列夫，亞美尼亞-俄羅斯珠寶商和藝術贊助人
- 漢弗萊·馬歇爾，美國植物學家
- 約翰·克裡斯托夫·安德列亞斯·梅耶，德國解剖學家
- 本居宣長，德川幕府時期的日本學者

### 6日
- 克利斯蒂安·格雷戈爾，德國新教神職人員和教堂音樂家

### 9日
- 卡尔·斯塔米茨，德國作曲家

### 10日
- 約翰·戈特洛布·哈斯，德國醫生
- 弗里德里希·扎卡里亞斯·薩爾茨曼，波茨坦無憂宮的皇家宮廷園丁

### 11日
- 喬瓦尼·貝爾納多·西奇內蒂，義大利作曲家和管風琴家

### 15日
- 西格蒙德·科德寶（Sigmund Freudenberger），瑞士畫家
- 瑪麗亞·克萊曼丁娜，奧地利大公夫人
- 克利斯蒂安·奧古斯特·馮·塞勒恩，奧地利外交官

### 16日
- 模里西斯里貝萊，聖布拉辛修道院的親王修道院院長（1793–1801）

### 17日
- 弗裡德里希·奧古斯特·馮·埃拉赫，普魯士中將兼第40步兵團團長
- 克裡斯托夫-安托萬·蓋爾，法國革命家和神秘主義者

### 18日
- 皮埃爾·約瑟夫·博尚，法國外交官和天文學家
- 亞歷山大·伯恩哈德·科爾平，德國醫生和植物學家

### 21日
- 迪波德·齊格勒，德國神職人員和作家

### 24日
- 弗朗茨·莫里茨·馮·萊西，奧地利陸軍元帥
- 菲力浦·漢密爾頓，美國軍人和政治家亞歷山大·漢密爾頓的兒子

### 26日
- Déodat gratet de dolomieu（多洛米厄德奧達特·格拉特特），法國地質學家和礦物學家

### 27日
- 皮埃爾-保羅·勒·梅西耶·德拉里維埃，法國經濟學家

### 29日
- 安·斯特裡·巴里，英國歌手、舞蹈家和舞臺女演員

### 30日
- 保羅·雅各·弗奇，德國路德宗神學家，總監督

## 12月

### 3日
- 克利斯蒂安·戈特弗裡德·馮·彭茨，丹麥皇家步兵將軍

### 4日
- 約翰·大衛·哈特曼，德國教育家、語言學家和詩人

### 8日
- 瑪麗亞·約瑟法，那不勒斯和西西裡島公主，西班牙公主

### 9日
- 卡洛·蒙扎，義大利古典作曲家
- 達里婭·尼古拉耶夫娜·薩爾蒂科娃，俄羅斯女房東和連環殺手

### 10日
- 海因里希·威廉·馮·安哈爾特，普魯士將軍

### 13日
- 卡爾·威廉·馮·布勞森，普魯士少將兼第8龍騎兵團團長

### 15日
- 弗朗切斯科·阿爾貝蒂·迪·維拉諾瓦，義大利作家、羅曼史語言學家、義大利學家、翻譯家和詞典編纂者

### 16日
- 沃爾夫岡·哈格瑙爾，德國建築師
- 卡爾·路德維希，巴登世襲親王

### 17日
- 卡爾·弗朗茨·馮·歐文，德國高級議員和哲學作家

### 19日
- 弗朗切斯科·薩維里奧·德·澤拉達，義大利紅衣主教

### 20日
- 斐迪南德·弗萊克，德國演員

### 21日
- 賈科莫·瑪麗亞·布里尼奧萊，熱那亞共和國的最後一任總督
- 埃斯德拉斯·海因里希·穆岑貝赫，德國福音派路德宗神學家，奧爾登堡總監督

### 23日
- 瑪格達萊娜·威爾曼，德國歌劇演唱家

### 26日
- 克利斯蒂安·弗裡德里希·克努斯，丹麥士兵和地主

### 27日
- 約翰·奧古斯特·艾瑟貝克，德國宮廷園丁

### 30日
- 弗裡德里希·奧古斯特·馮·瑙恩多夫，奧地利陸軍元帥中尉
- 菲利波·瑪麗亞·維斯孔蒂，義大利神職人員，米蘭大主教

### 31日
- 朱塞佩·瑪麗亞·卡佩斯·祖洛，羅馬天主教主教和紅衣主教